# Друг Тиманчі
«Друг Тиманчі» (рос. «Друг Тыманчи») — художній телевізійний фільм 1970 року режисера Анатолія Ниточкіна.

## Сюжет
Хлопчику-підлітку Тиманчі батько привозить з лісу сироту-вовченя, матір якого він змушений був застрелити. Щеня стає улюбленцем хлопчика...

## У ролях
- Саша Барбасьонок
- Зинаїда Пікунова
- Володимир Сингалаєв - батько Тиманчі
- Афанасій Хромов - Гукчанча
- Володя Каплін - злий хлопчик
- Клавдія Кушнікова - шкільна вчителька
- Валерій Мукті - лікар
- Микола Каплін - лікар
- Анатолій Амосов - школяр

## Творча група
- Сценарій: Анатолій Ниточкін
- Режисер: Анатолій Ниточкін
- Оператор: Темерлан (Тимур) Георгійович Зельма
- Композитор: Георгій Фіртич

Закадровий текст читає Валентина Леонтьєва.

## Відзнаки
Фільм було визнано кращім на міжнародному кінофестивалі в Монте-Карло 1970 року, а також отримав премію «Золота німфа» за кращій сценарій.